# Lange oeverlibel
De lange oeverlibel (Orthetrum trinacria) is een libellensoort uit de familie van de korenbouten (Libellulidae), onderorde echte libellen (Anisoptera).De wetenschappelijke naam van de soort werd in 1841 als Libellula trinacria gepubliceerd door Edmond de Selys Longchamps. De Nederlandstalige naam is ontleend aan Libellen van Europa.
De lange oeverlibel staat op de Rode Lijst van de IUCN als niet bedreigd, beoordelingsjaar 2015. De soort komt voor in Afrika, Zuid-Europa en het Midden-Oosten.